# 神鬼寓言II
《神鬼寓言II》是Lionhead Studios於2008年製作完成的一款XBOX 360上的单机游戏。這個遊戲是屬於動作角色扮演遊戲。這個遊戲是接續前兩個遊戲—－《神鬼寓言》和《神鬼寓言：失落之章》的一個續集。這個遊戲於2008年10月21日首度發行，屬於神鬼寓言系列中的一個遊戲。
《神鬼寓言II》運行在一個虛擬的世界「阿爾比恩」中。這個遊戲和之前兩集的地點場景相同，但是其時代卻是在前兩集的大約五百年以後。其時間場景有點類似啟蒙時代，也就是英國的攔路強盜盛行的時期。那時的槍已經被發明，但是非常的粗糙且古老。許多大城市和城堡在當時都已經被開發。這個遊戲和前兩集較不同的是，玩家在開始遊戲的時候可以選擇自己要成為男性還是女性的角色。

## 遊戲玩法
在遊戲中，有兩種不同形式的對話片段。一種是非互動式，一種則是互動式。非互動式的對話即玩家不可以在對話的時候執行動作，而是只能按照遊戲預設的對話聆聽或溝通。反之，互動式的對話則是允許玩家在對話時執行動作，包括移動或攻擊等等。據開發商說，整個遊戲中非互動式的對話只佔了整個遊戲不到五分鐘的片段。
在完全互動式的對話中，玩家可以在對話時使用武器等，甚至能夠跑離對話場景。如過因為跑離對話場景而錯失對話，玩家可以再回到原來的地方並重新聆聽或開始對話。而如果對話的內容非常重要，足以關係到後續發展情結等，其它的對話角色即會暫停，等到玩家回到對話場景後再繼續。
有些玩家曾經指出，在離開對話的時候，常常會發生一個現象：主角會不停的「慢走」。這個現象往往會嚴重影響到遊戲的進行，甚至阻礙後續情節發展。
主角在開始遊戲的時候會有一個夥伴——狗。這隻狗和主角就如朋友般親密。這隻狗在遊戲中會有很長一段時間都跟著玩家。這隻狗可以學習技巧、尋找寶藏或攻擊敵人，甚至（當領取任務時）能夠帶領玩家前往任務需要執行的地點，牠也可以在玩家戰鬥的時候幫助玩家。玩家的狗的外貌也會因著玩家的行為而有所改變。若玩家的行為保持不善不惡，則狗會成為灰色；若玩家的行為偏善，則狗會成為金色；若玩家的行為偏惡，則狗會成為黑色。

### 家庭關係
在《神鬼寓言II》中，玩家可以和遊戲中其他角色結婚（包括同性婚姻）或擁有小孩（前兩集只能結婚，而不能擁有小孩）。玩家可以擁有外遇或以多配偶制來控制婚姻，玩家亦可以選擇和配偶離婚，並且決定權不一定在玩家手上，其配偶也可以選擇和玩家離婚。就像真實世界中的家庭一般，遊戲中主角和家人的相處時間或互動愈多，他們彼此的聯繫就更深刻，並減少他們離開主角的可能性。
在原作神鬼寓言中，玩家可以透過送禮物、展現技能等方式來吸引異性。如果展現對方喜歡的技能，或贈送對方喜歡的禮物，對方就會比較容易被吸引。達到一定的愛情程度後，對方可能會邀請玩家發生性行為。在沒有保險措施下的性行為可能會導致對方懷孕或得到性病，而若（男性）玩家擁有保險套，則可以避免導致懷孕的性行為。

## 遊戲设定
狂刀傑克死亡後五百年，阿爾比恩進入了一個再也不需要英雄的安逸時代，其人民反叛並毀滅了英雄公會。此時槍械等武器於戰爭中的地位正逐漸攀升，如包爾斯頓般的大城市也漸漸被大量開發，而從前具有宗教信仰、守舊的阿爾比恩型態也漸漸被現代的科學和哲學取代。
雖然這一集的阿爾比恩中地方被減少，但各城市已變得更繁華和廣大。
- 包爾斯頓

自五百年前已經存在，共分為四個區塊，包爾斯頓市集、費爾法斯花園、包爾斯頓墓園和包爾斯頓老鎮。包爾斯頓老鎮就是本作主角成長的地方。
- 血石

五百年前「雙刃營地」的所在地，這個臨海的城市充滿了罪犯、惡棍、娼妓等人。海路是唯一能夠到達這個城市的方式。
- 亮木森林

五百年前的「巨木林」，分為包爾湖及森林本身。包爾湖是巨大的湖泊，也是原本英雄公會的所在地，而森林中則有許多強盜。
- 納特島

五百年前的「巫木林」，由原本納特叢林的殖民者發現。島上原居民被一場暴風雪所帶來的瘟疫滅亡。據說一個古老的文明在島藏了一件具有魔力的物品，能夠掌控島上氣候。

### 角色
以下是遊戲中出現的主要角色：
- 英雄（Hero）

本作主角（遊戲中沒有正式名字，綽號小麻雀），孤兒，五百年前橡木村英雄的後人，於包爾斯頓老鎮與姊姊玫瑰相依為命。一天與姊姊買下了一個附有魔法的音樂盒並許願希望能在城堡居住，當晚即被邀請到城堡與堡主會面，但於堡主發現二人帶有英雄血統後姊姊即被槍殺，主角身受重傷倒在街上時被泰瑞莎救下，從此決定跟隨泰瑞莎學習成為英雄復仇。
- 蘿絲（Rose）

主角的姊姊，孤兒，五百年前橡木村英雄的後人，於包爾斯頓老鎮與主角相依為命。一天與主角買下了一個附有魔法的音樂盒並許願希望能在城堡居住，當晚即被邀請到城堡與堡主會面，但於堡主發現二人帶有英雄血統後即被槍殺。
- 泰瑞莎（Theresa）

五百年前橡木村英雄的姊姊，小時因家鄉災難而被奪去雙目，漸漸成為力量強大的預言家。自五百年前橡木村英雄打敗幕後元凶狂刀傑克後一直流浪各地，於包爾斯頓老鎮提示本作主角與其姊姊買下音樂盒，並於主角姊姊被殺後協助主角復仇。
- 路西恩（Lord Lucien）

包爾斯頓老鎮城堡堡主，自妻女去世後致力研究與古王國有關的歷史資料，於獲悉主角與其姊能使用魔法音樂盒後邀請二人到城堡會面，但當發現二人「並非三人中任何一人，其中一個是第四個」後即把姊姊及主角先後槍殺。

## 劇情
主角與姊姊蘿絲為孤兒，二人在包爾斯頓相依為命。一天鎮上來了一個售賣魔法物品之商人，玫瑰在一盲眼老婦（泰瑞莎）提示下決定購買一個聲稱能實現願望之音樂盒（二人在籌集資金時救下了一隻小狗並收養了牠），但它在蘿絲許下願望後消失。
當晚二人受城堡堡主路西恩邀請前往會面，路西恩在聽說二人能啟動音樂盒後著他們站在一圓陣上，圓陣不久發出紅色光芒，路西恩也發現二人「並非三人中任何一人，其中一個是第四個」，隨即分別槍殺蘿絲和主角，主角中槍後被擊離城堡掉到街上（因身有英雄血統而得以生還）但被泰瑞莎與小狗救起。
十年過去，路西恩一直在重建一幢能賦予使用者強大力量之玄天巨塔（Tattered Spire），成長了的主角也從泰瑞莎獲悉自己是多年前一個偉大英雄之後代，而且命中注定將會使路西恩計劃失敗，但將需要集合三位英雄之力量才能擊敗路西恩，主角因此踏上旅途，分別尋找代表力量、魔法與技巧之三位英雄。四人其後在英雄公會舉行儀式時被路西恩襲擊，三英雄被俘虜而小狗與主角先後中槍。
主角於一像夢境般的完美世界中醒來，與蘿絲度過了完美的一天。當晚主角聽到遠方傳來音樂，遂跟隨旋律離開完美夢境（音樂的來源是置於惡夢世界內的音樂盒），主角於拿起音樂盒後被送至巨塔，發現三英雄之力量正被路西恩奪去，儀式被音樂盒阻止後路西恩被殺，泰瑞莎隨後現身表示巨塔可為主角實現一個願望並提供三個選擇：復活所有於重建巨塔時死去之人、復活主角家人與小狗、或是獲得一筆巨大的財富。願望實現後泰瑞莎表示主角可在阿爾比恩享受生活，但巨塔則歸她所有。